# Dendrobium attenuatum
Dendrobium attenuatum là một loài thực vật có hoa trong họ Lan. Loài này được Lindl. mô tả khoa học đầu tiên năm 1859.

## Hình ảnh

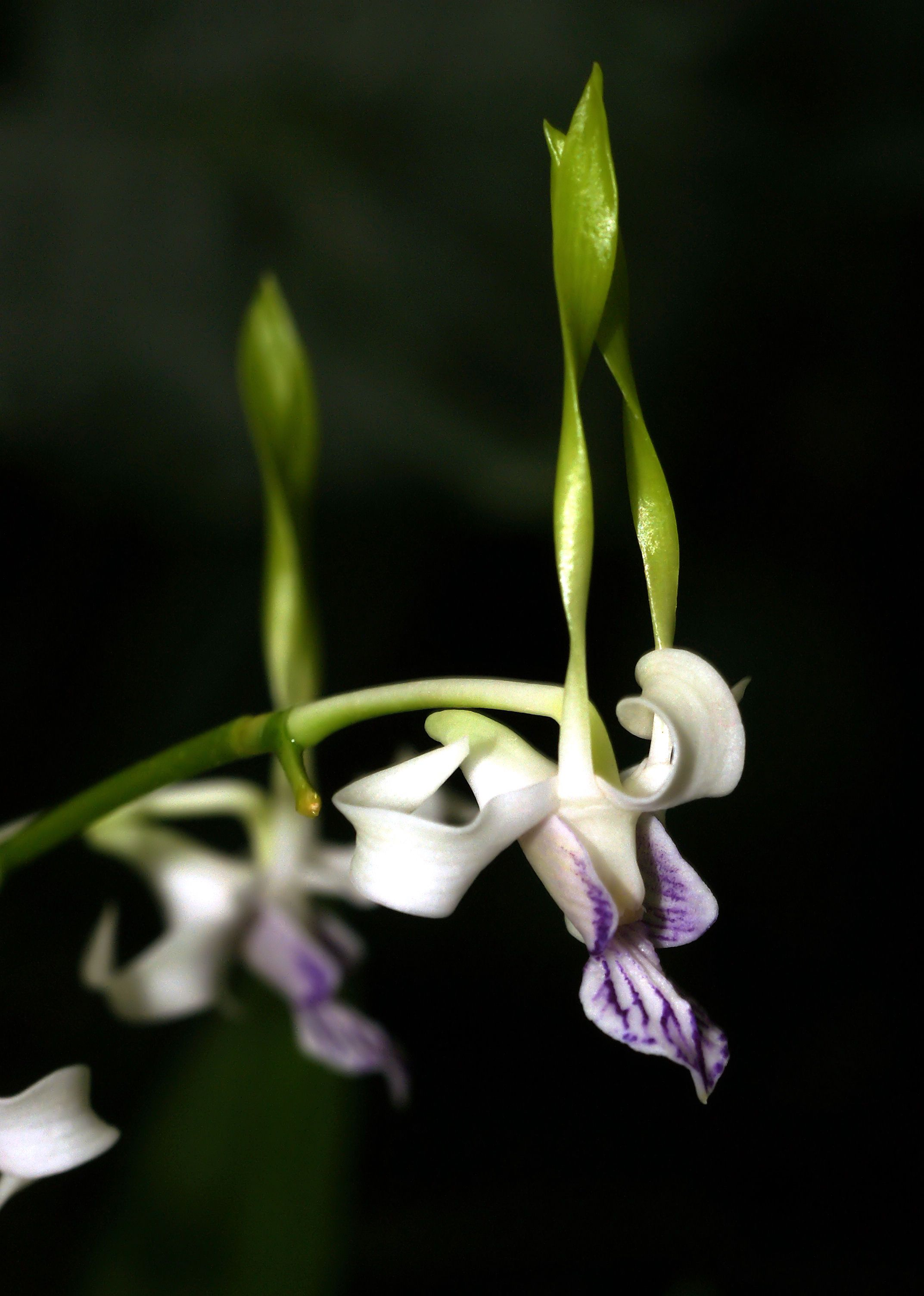